# Supercopa espanyola d'hoquei sobre patins masculina 2007-2008
L'edició 2007-2008 de la Supercopa espanyola d'hoquei patins masculina es disputà el 9 i 23 d'octubre de 2007 en partit d'anada i tornada. La copa enfrontà el vencedor de la Lliga espanyola, el FC Barcelona Sorli Discau contra el vencedor de la Copa espanyola, l'Alnimar Reus Deportiu.

## Resultat
| 9 d'octubre de 2007 21:00              |     |                       |                                                                              |
| FC Barcelona Sorli Discau              | 4-2 | Alnimar Reus Deportiu | Palau Blaugrana Àrbitres: J. Gómez i S. Mayor Assistència: 2.000 espectadors |
| López 20', 36' D. Páez 24' Teixidó 35' |     | Molet 21' Gil 42'     | Palau Blaugrana Àrbitres: J. Gómez i S. Mayor Assistència: 2.000 espectadors |

| 23 d'octubre de 2007   |     |                           |                                                                                               |
| Alnimar Reus Deportiu  | 2-1 | FC Barcelona Sorli Discau | Palau d'Esports Reus Deportiu Àrbitres: A. Garrote i F. García Assistència: 2.500 espectadors |
| J.L. Páez 23' Gual 43' |     | Borregán 47'              | Palau d'Esports Reus Deportiu Àrbitres: A. Garrote i F. García Assistència: 2.500 espectadors |

| Campió FC BARCELONA SORLI DISCAU |